# Transports en Namibie
 (juin 2025).
Cet article fournit diverses informations sur les infrastructures de transport en Namibie. Les transports en Namibie sont diversifiés et incluent le réseau routier, ferroviaire, aérien et maritime. Le site Statista classe le pays au premier rang en Afrique pour la qualité de ses infrastructures routières,, avec ses 8 300 km de routes goudronnées sur un réseau de 49 000 km (25 000 km consistant en route de gravier standard). Elle possède également un réseau ferroviaire de 2 687 km relié à l'Afrique du Sud et à l'Angola, ainsi que deux aéroports internationaux et deux ports importants. 

## Général

### Histoire
Les débuts du réseau routier et des transports organisés sur le territoire du Sud-Ouest africain, aujourd'hui la Namibie, n'ont pas encore été établis. Cela est dû à l'absence de documents écrits relatifs aux routes antérieures à la fin du XIXe siècle. Des fouilles archéologiques ont permis de dater un tronçon de route dans le sud-ouest du massif du Brandberg d'environ 1250 après J.-C. Bien qu'aucun autre exemple ancien de ce type n'ait été découvert, il est certain que cette route n'était pas la seule du genre.
La première route permanente, destinée aux chariots à bœufs, fut construite à l'initiative de Heinrich Schmelen, missionnaire rhénan à Béthanie au début du XIXe siècle. Elle menait de Béthanie à Angra Pequeña, aujourd'hui la ville de Lüderitz, et devait desservir le port naturel de cette ville afin de devenir indépendante de la colonie du Cap,.

## Réseau routier

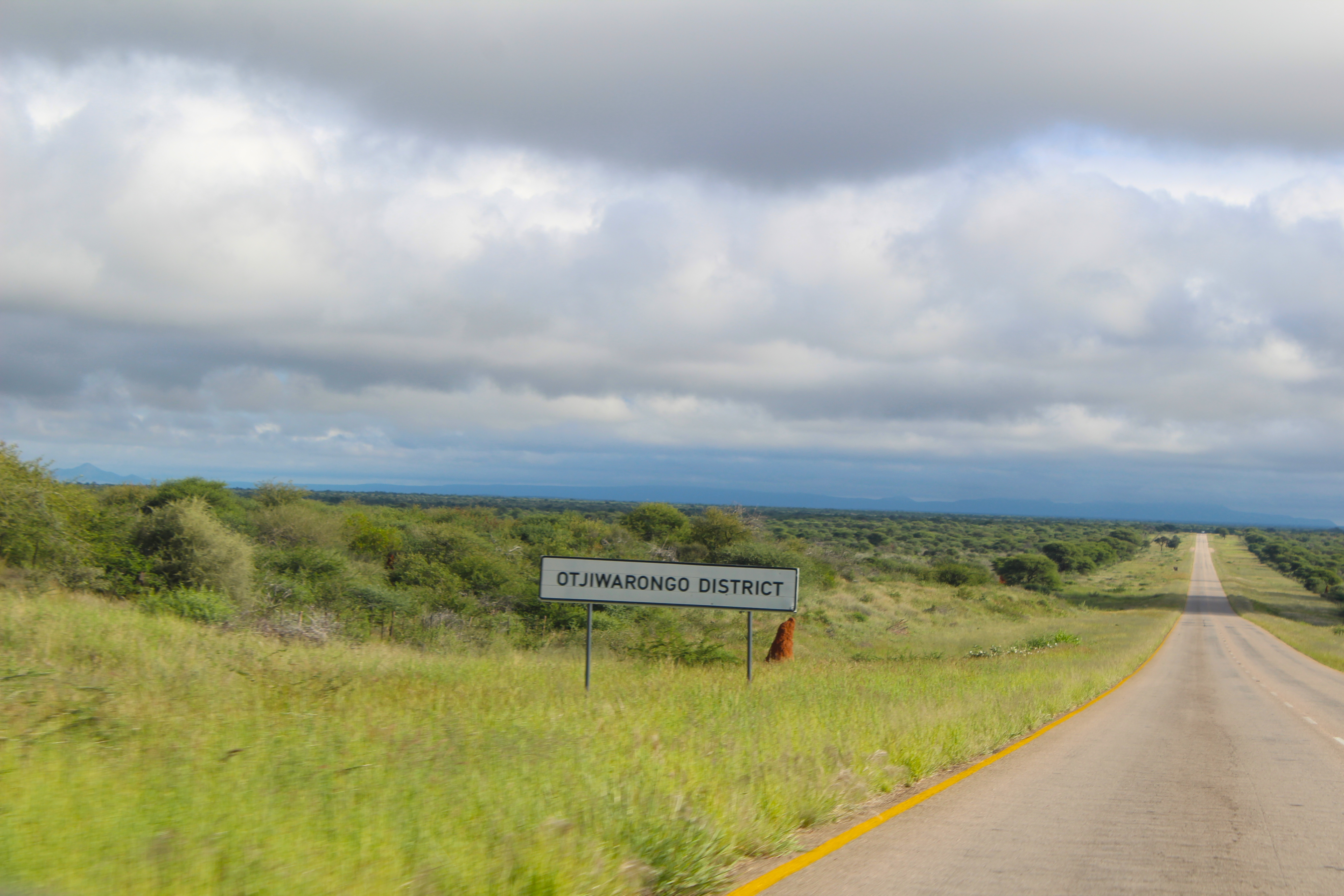
La route B1 à Otjiwarongo.

Le réseau routier namibien est considéré comme l'un des meilleurs du continent africain ; la construction et l'entretien des routes sont conformes aux normes internationales. Les 48 875,27 km de routes du pays (2017) sont administrés par la Roads Authority, une entreprise publique créée par la loi 17 de 1999. En raison du faible trafic, la majorité des routes ne sont pas goudronnées. La répartition des revêtements routiers est la suivante:
- 6,664 kilomètres de routes bitumées.
- 412 kilomètres de route avec du bitume à faible volume. Ces routes ont la même couche de base que les routes de gravier, mais sont recouvertes d'une fine couche de bitume pour réduire les coûts d'entretien et la formation de poussière.

- 25,710 kilomètres de routes de gravier standard, recouverte de gravier importé.

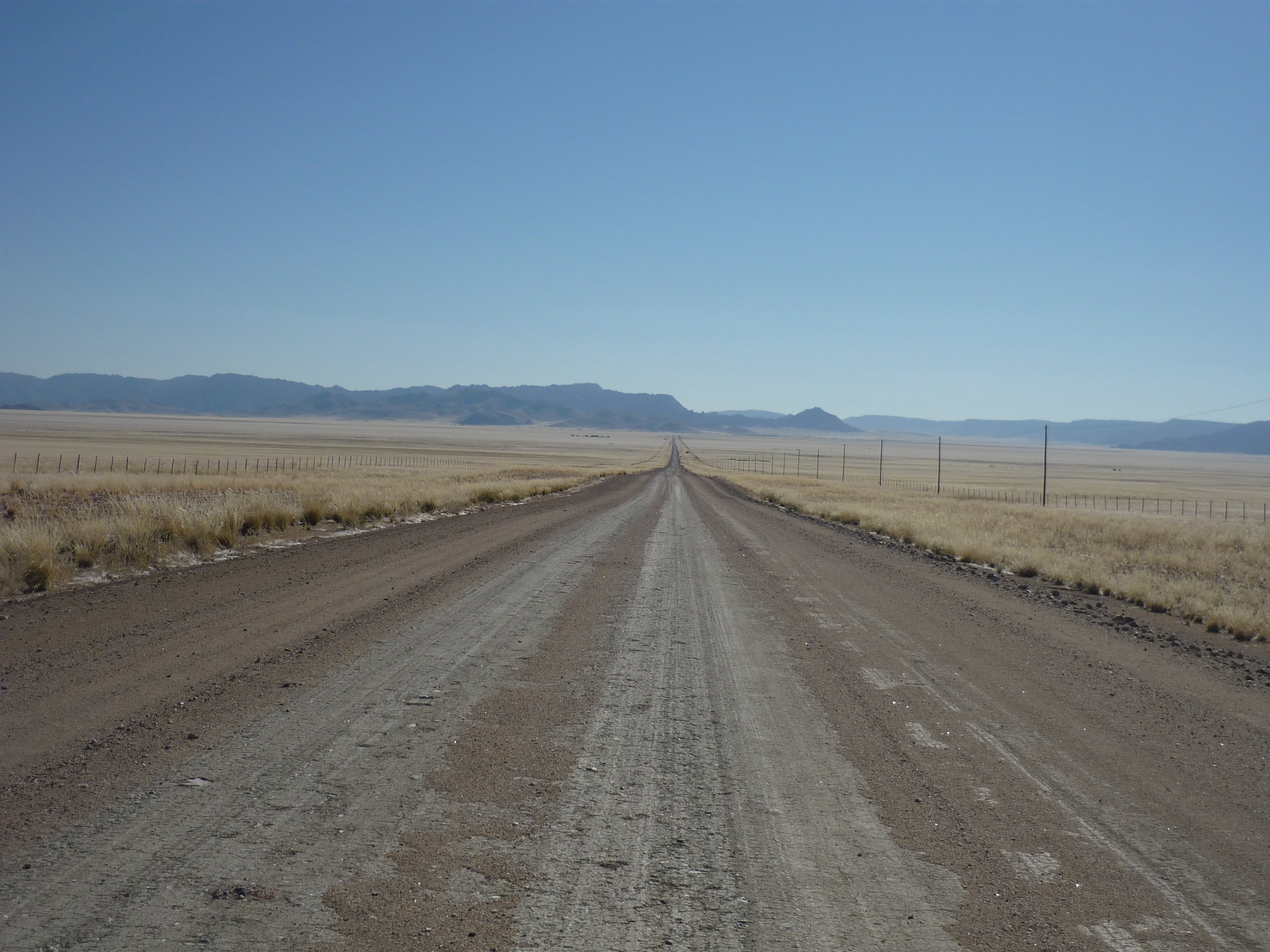
Sur la route C13 vers Helmeringhausen depuis Aus.

- Sur la route C13 vers Helmeringhausen depuis Aus.11,460 kilomètres de routes en terre battue. Ces routes sont construites en défrichant la végétation et en nivelant la surface. Le compactage est assuré par la circulation. Certaines de ces routes ne sont pas nivelées, mais simplement constituées de pistes de terre ou de sable séparées par de la végétation. Ces pistes sont utilisées là où moins de cinq véhicules sont attendus quotidiennement.
- 288 kilomètres de routes de sel. Ces routes sont constituées d'eau salée concentrée et de matériaux riches en gypse. Elles sont construites uniquement près de la côte atlantique.

### Type de routes
Les routes sont numérotées avec comme préfixe une lettre correspondant à leur type:
- La lettre A correspond aux voies rapides et aux autoroutes (une seule actuellement).
- La lettre B correspond aux routes d'importance nationale (toutes raccordées à l'axe principale A1/B1 et asphaltées). La numérotation va de B1 à B15.

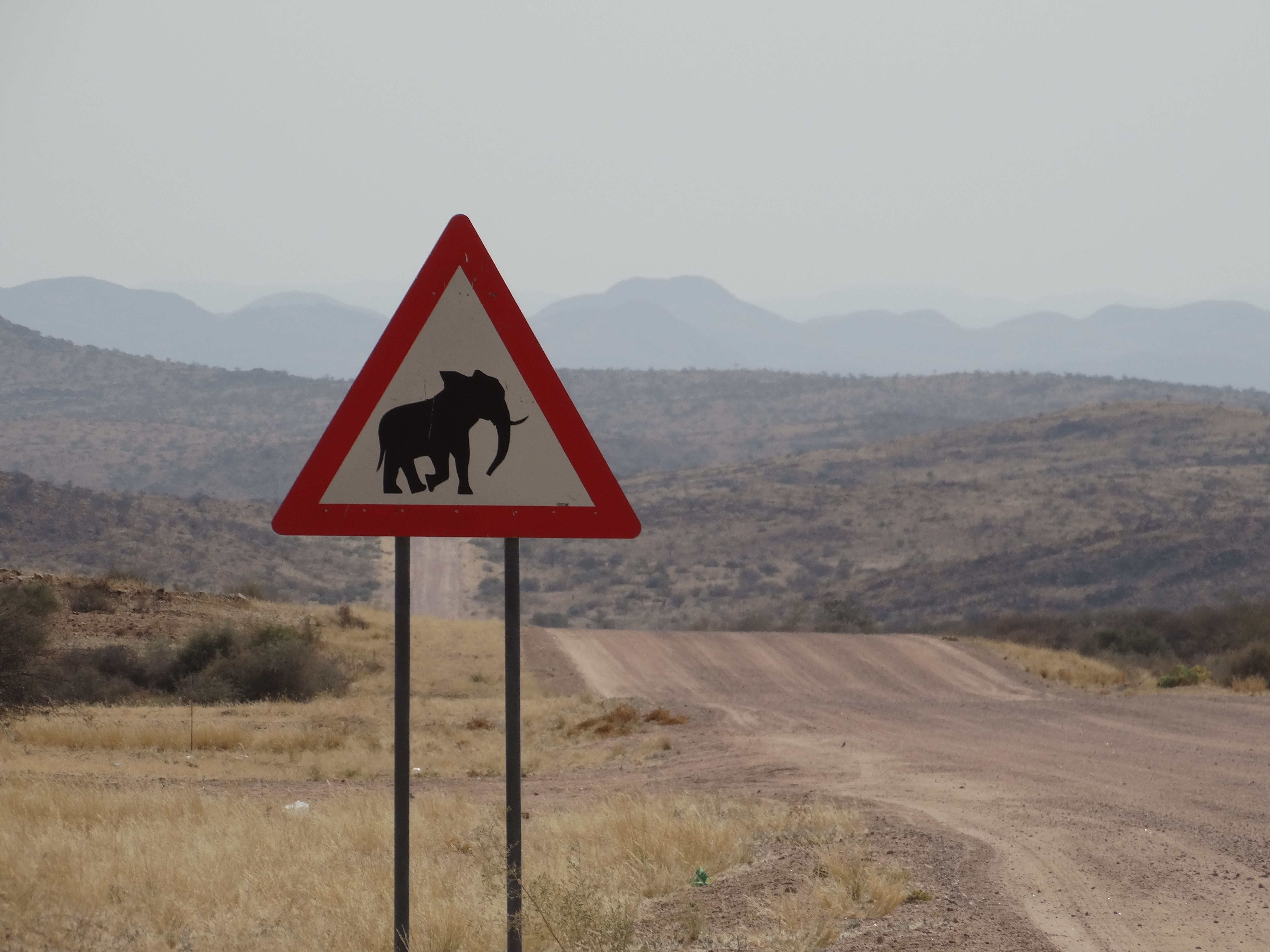
Un panneau routier sur la piste C39 près de Khorixas, dans le Damaraland.

- Un panneau routier sur la piste C39 près de Khorixas, dans le Damaraland. La lettre C correspond aux routes du réseau secondaire. Si certaines sont asphaltées, la plupart sont des routes de gravier. Elles sont numérotées de C10 à C46.
- La lettre D correspond à des routes locales, de gravier ou de terre battue. Elles sont numérotées du nord au sud de D201 à D3700.
- Enfin, la lettre P correspond au réseau privé raccordant les fermes au réseau national. Elles n'apparaissent généralement pas sur les cartes.

### Routes par région (2017)
| Région       | Bitume (km) | Gravier (km) | Sel (km) | Terre battue (km) | Autre (km) | Total (km) | Kilomètres par 1000 km2 |
| ------------ | ----------- | ------------ | -------- | ----------------- | ---------- | ---------- | ----------------------- |
| Erongo       | 466.9       | 1748.3       | 269.90   | 1025.7            | 14.2       | 3524.98    | 55.5                    |
| Hardap       | 654.7       | 4566.4       | 0,0      | 1358.9            | 0.0        | 6597.95    | 59.9                    |
| Karas        | 1314.7      | 4989.0       | 5.0      | 1347.9            | 2.1        | 7658.62    | 47.6                    |
| Kavango East | 344.4       | 465.9        | 0.0      | 673.2             | 82.5       | 1656.95    | 64.7                    |
| Kavango West | 428.0       | 218.8        | 0.0      | 629.3             | 24.3       | 1300.41    | 56.0                    |
| Khomas       | 361.8       | 1729.0       | 0.0      | 666.2             | 70.9       | 2827.85    | 76.8                    |
| Kunene       | 515.5       | 2644.1       | 25.0     | 1524.5            | 186.6      | 4895.68    | 33.9                    |
| Ohangwena    | 359.2       | 316.9        | 0.0      | 350.2             | 303.5      | 1329.71    | 125.40                  |
| Omaheke      | 445.4       | 2974.1       | 0.0      | 2055.0            | 33.6       | 5508.09    | 73.8                    |
| Omusati      | 726.4       | 486.8        | 0.0      | 750.6             | 261.8      | 2225.58    | 163.2                   |
| Oshana       | 129.2       | 261.7        | 0.0      | 178.2             | 182.6      | 751.78     | 141.8                   |
| Oshikoto     | 513.3       | 934.2        | 0.0      | 328.9             | 12.6       | 1789.06    | 67.3                    |
| Otjozondjupa | 1137.6      | 4454.0       | 0.0      | 1702.6            | 66.1       | 7360.35    | 69.9                    |
| Zambezi      | 504.7       | 257.4        | 0.0      | 697.4             | 79.8       | 1539.26    | 78.8                    |

Les routes les plus importantes sont:

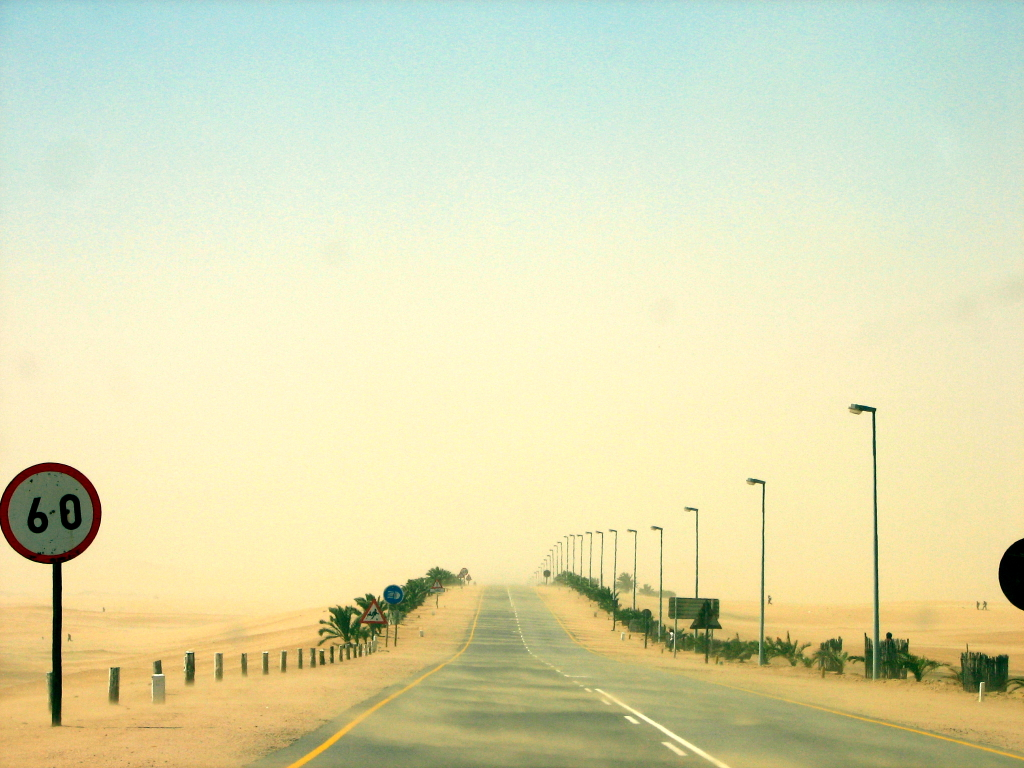
Tempête de sable sur la B2 entre Swakopmund et Walvis Bay.

- Tempête de sable sur la B2 entre Swakopmund et Walvis Bay. A1 (voie rapide) de Windhoek à Okahandja, 74 km.
- B1 en deux sections discontinues, d'abord de 802 km  de Noordoewer (frontière sud-africaine) jusqu'au terminus sud de l'A1 à Windhoek, puis reprenant au terminus nord de l'A1 à Okahandja et parcourant 665 km  jusqu'à Oshikango (frontière angolaise). Au total, les deux sections ont une longueur de 1 467 km.
- B2 de Walvis Bay à Okahandja, 320 km.
- B3 d'Ariamsvlei (frontière sud-africaine) à Grünau, 179 km.
- B4 de Lüderitz à Keetmanshoop, 334 km.
- B6 de Windhoek à Buitepos (frontière botswanaise), 318 km.
- B8 d'Otavi via Katima Mulilo à Ngoma (frontière botswanaise), 929 km.
- B10 de la région d'Ohangwena à Rundu, 439 km.
- B11 de Nkurenkuru à Katwitwi (frontière angolaise), 14 km.
- B14 de Grootfontein à Gobabis, 389 km.
- B15 de Tsumeb à Mpungu (Kavango West), 133 km.

## Ports et transport maritime
Les ports en Namibie sont gérés par la Namibian Ports Authority (en). La Namibie dispose de deux ports principaux: ceux de Walvis Bay et de Lüderitz. 

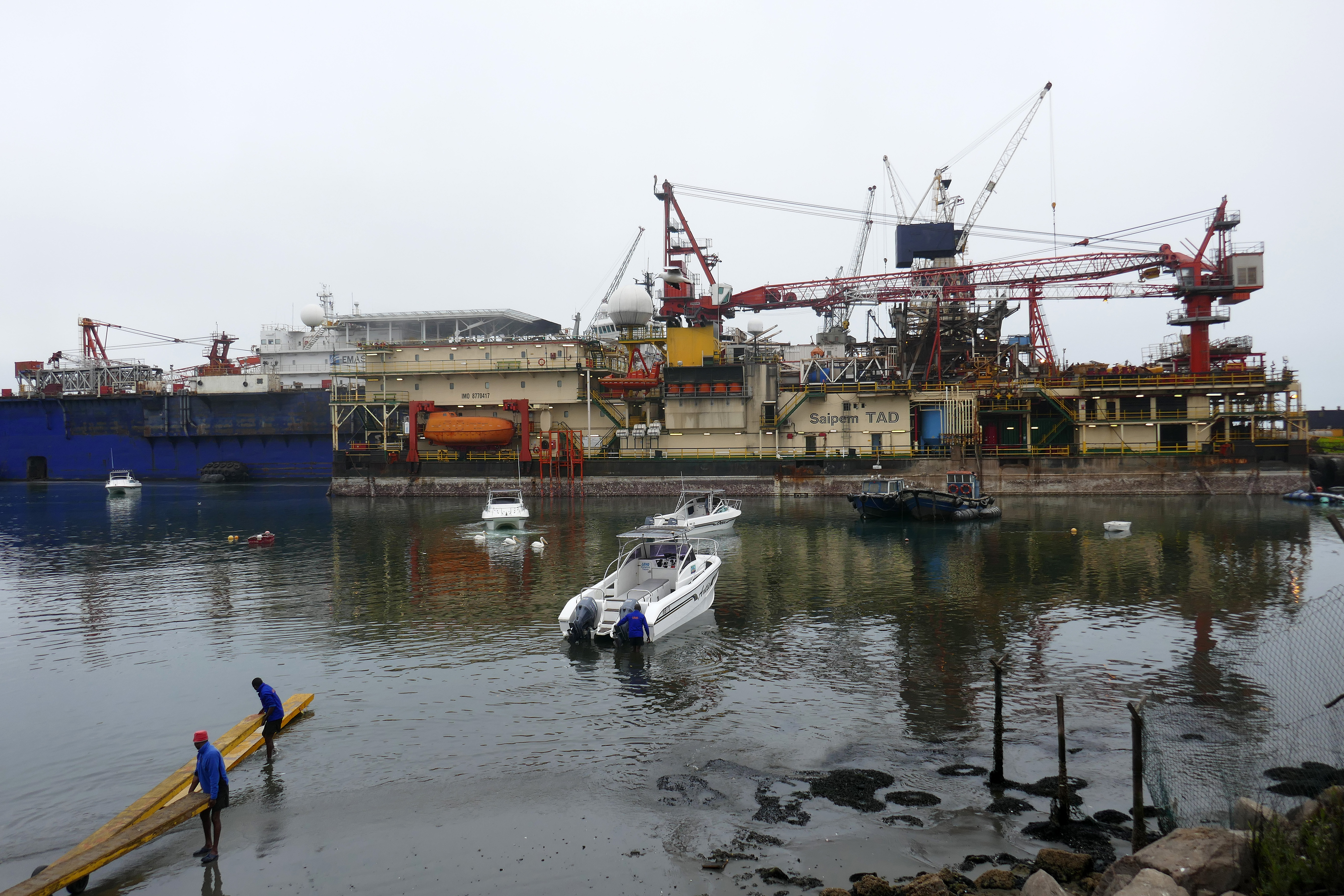
Installations portuaires à Walvis Bay.

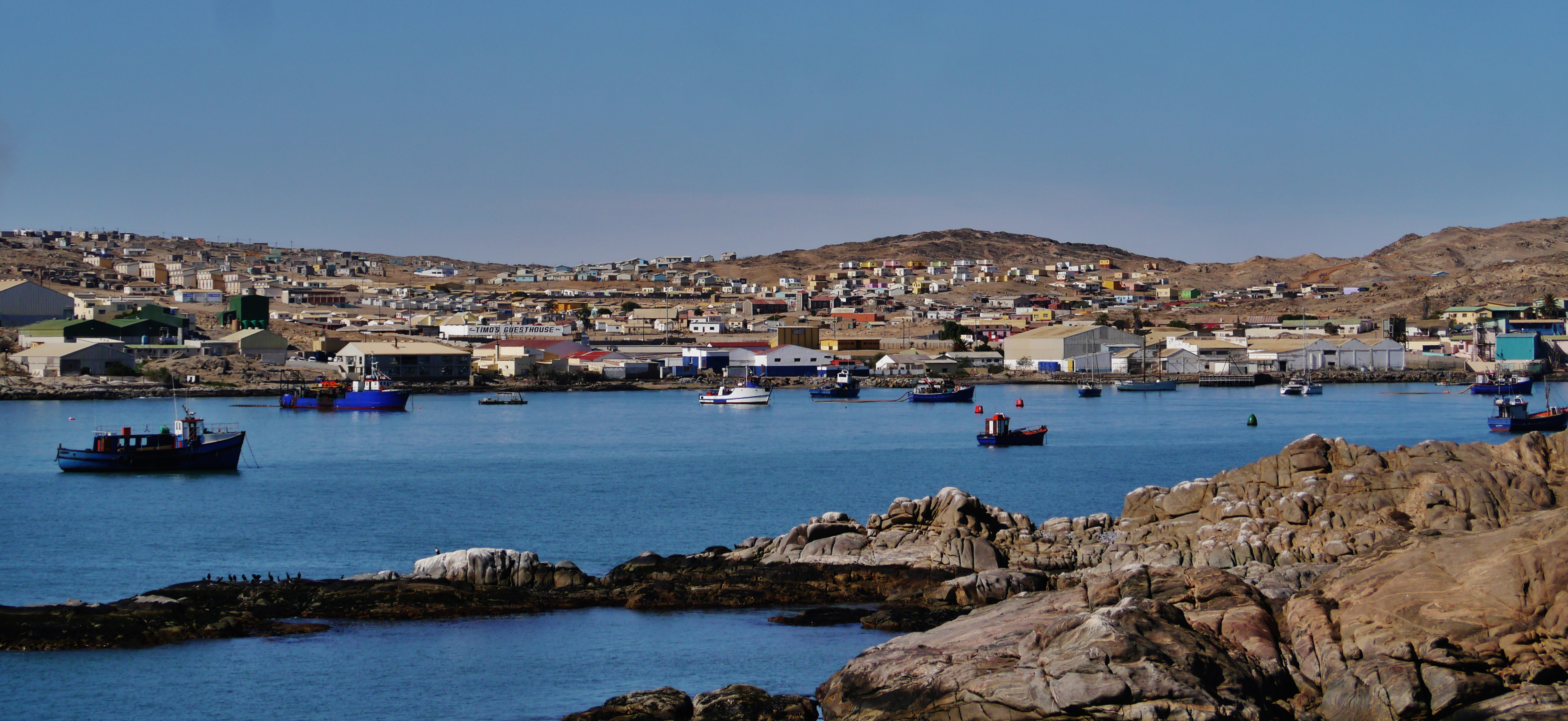
Shark island et le port de Lüderitz.

| Nom du port        | Région | Ville      | Coordonnées          | Remarques |
| ------------------ | ------ | ---------- | -------------------- | --- |
| Port de Walvis Bay | Erongo | Walvis Bay | 22° 56′ S, 14° 30′ E | Port en eaux profondes, le port le plus important de Namibie. |
| Port de Lüderitz   | ǁKaras | Lüderitz   | 26° 38′ S, 15° 09′ E | Port de taille intermédiaire, il s'agit principalement d'un port de pêche et d'une base pour les activités minières. Il s'est développé autour de Robert Harbour et de Shark Island. Le tirant d'eau maximal du port est de 7,9 mètres,. |

## Transport aérien
L'aéroport International  Hosea Kutako de Windhoek  est le principal aéroport international du pays. Les deux autres aéroports internationaux sont celui de Walvis Bay et d'Eros (le second aéroport de Windhoek).

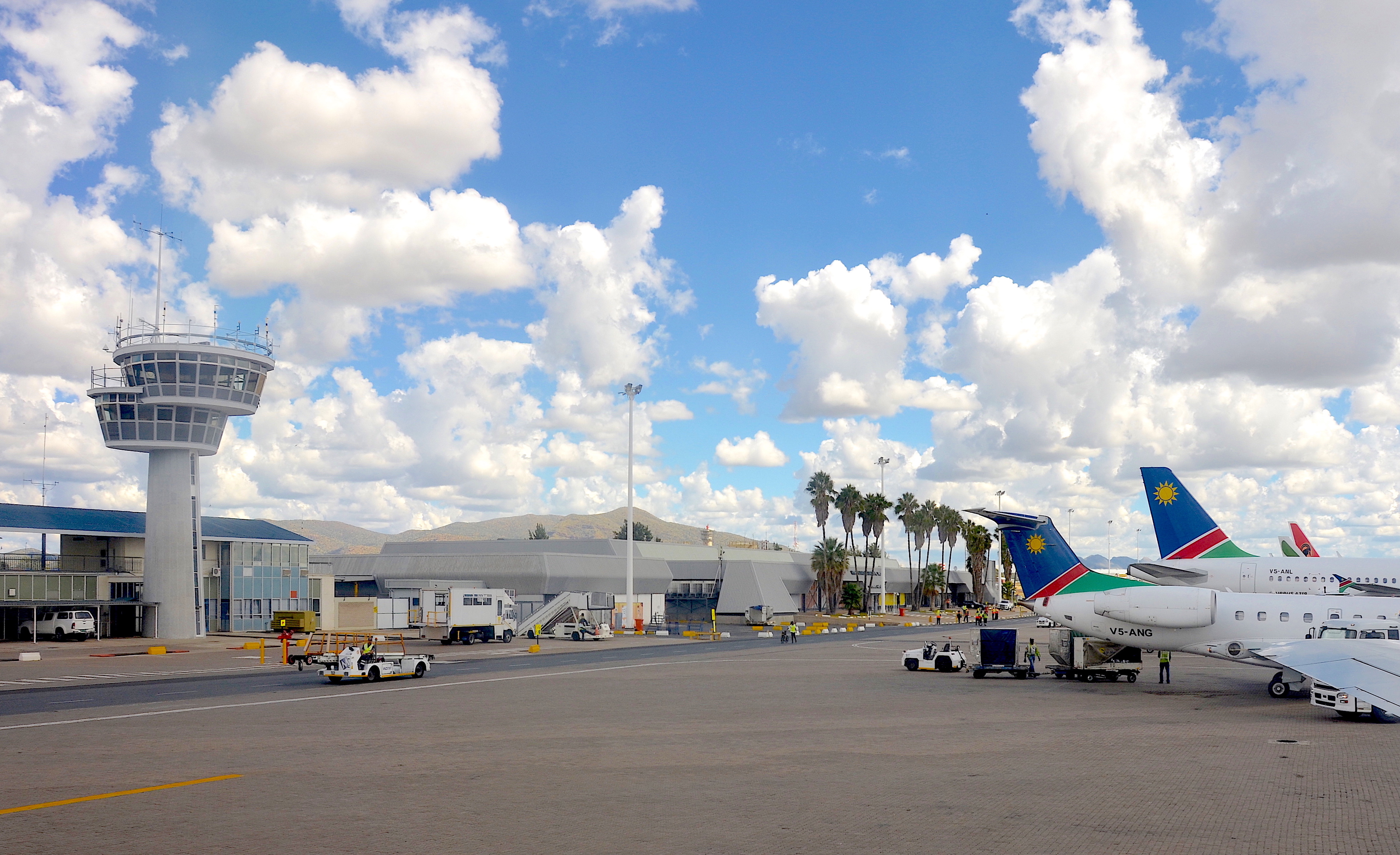
L'aéroport international Hosea Kutako de Windhoek.
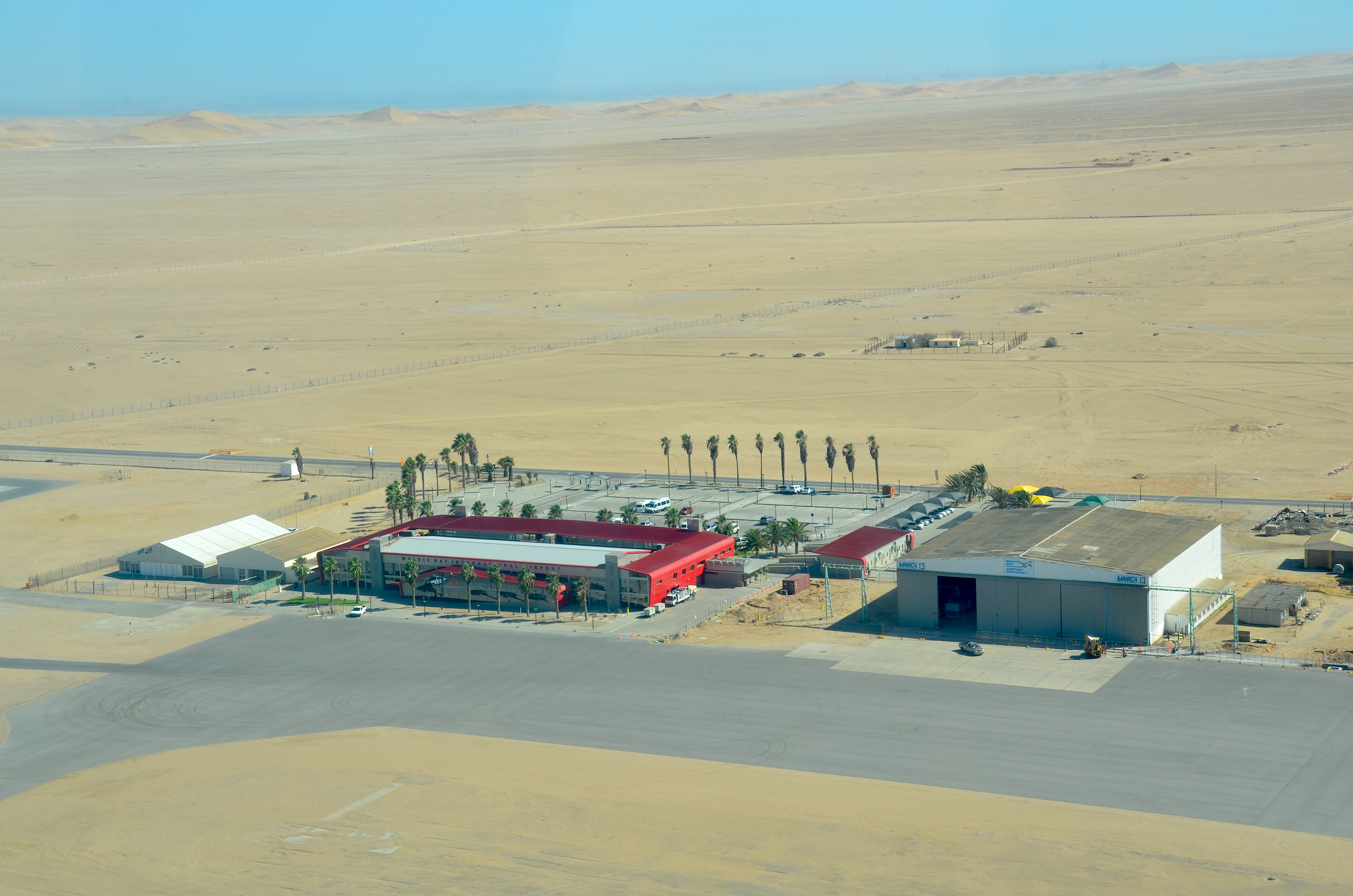
Apercu de l'aéroport de Walvis Bay.
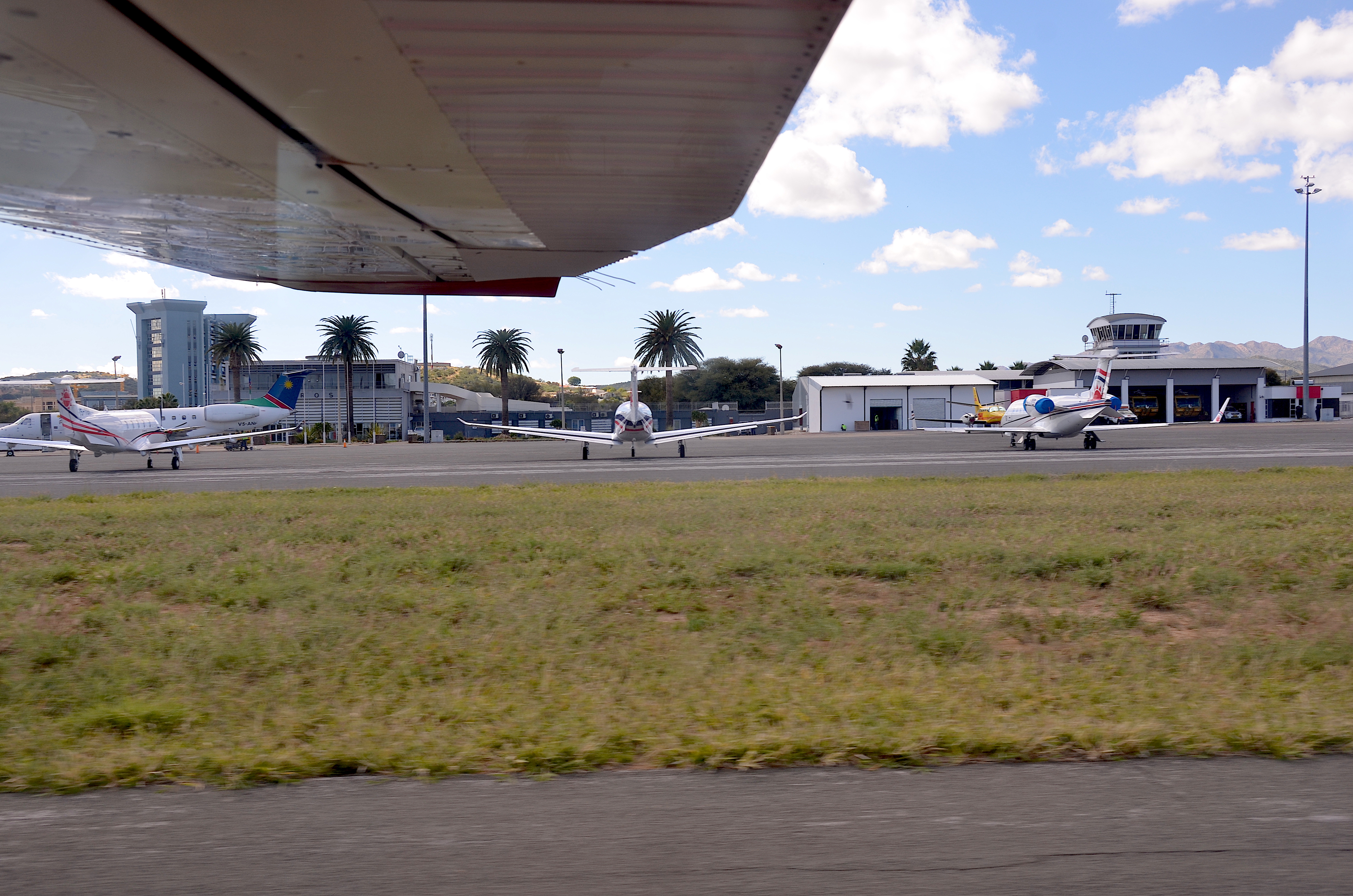
Les hangars de l'aérodrome d'Eros vus depuis un avion.
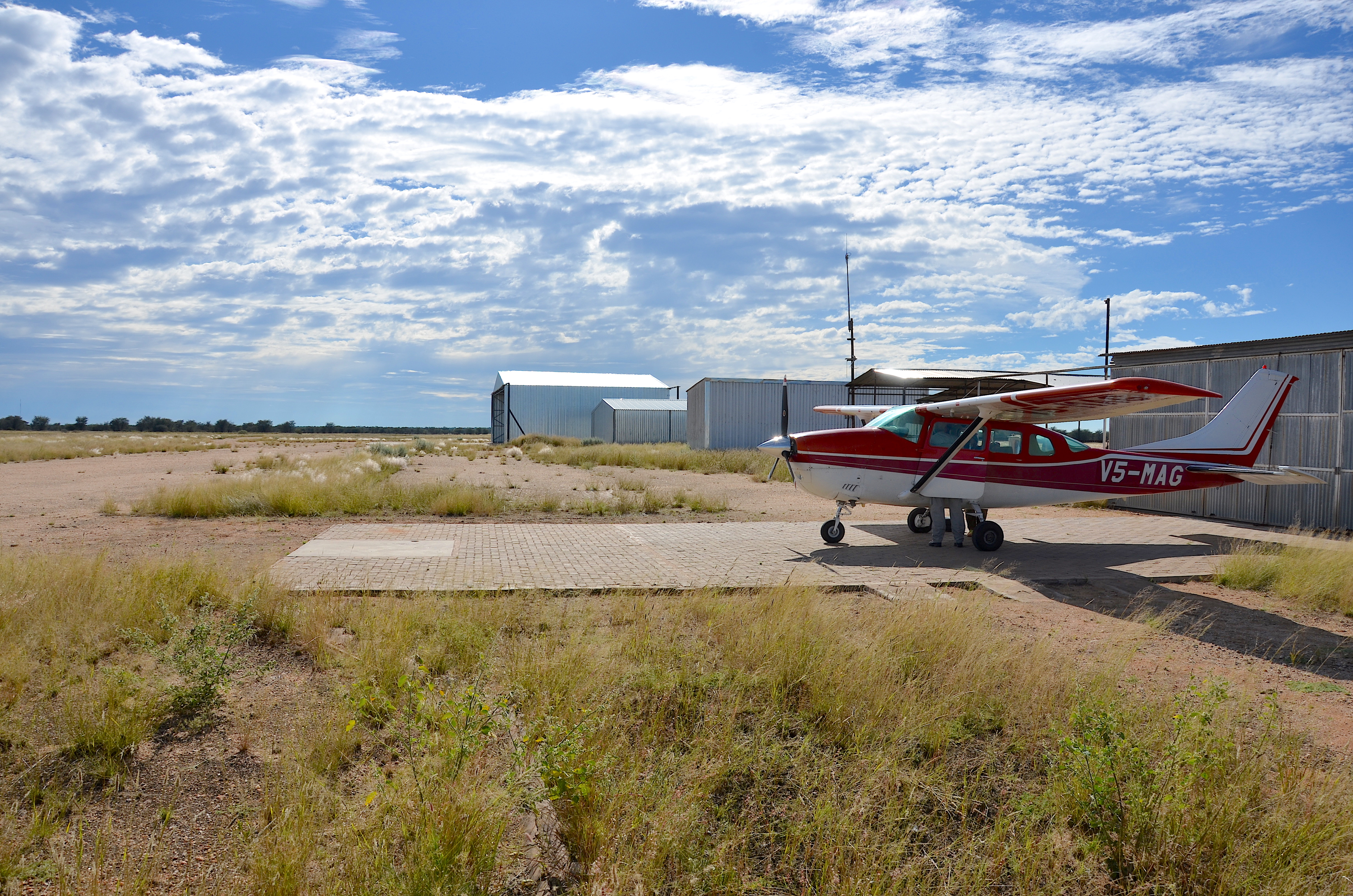
Un avion garé sur l'aérodrome de Gobabis.
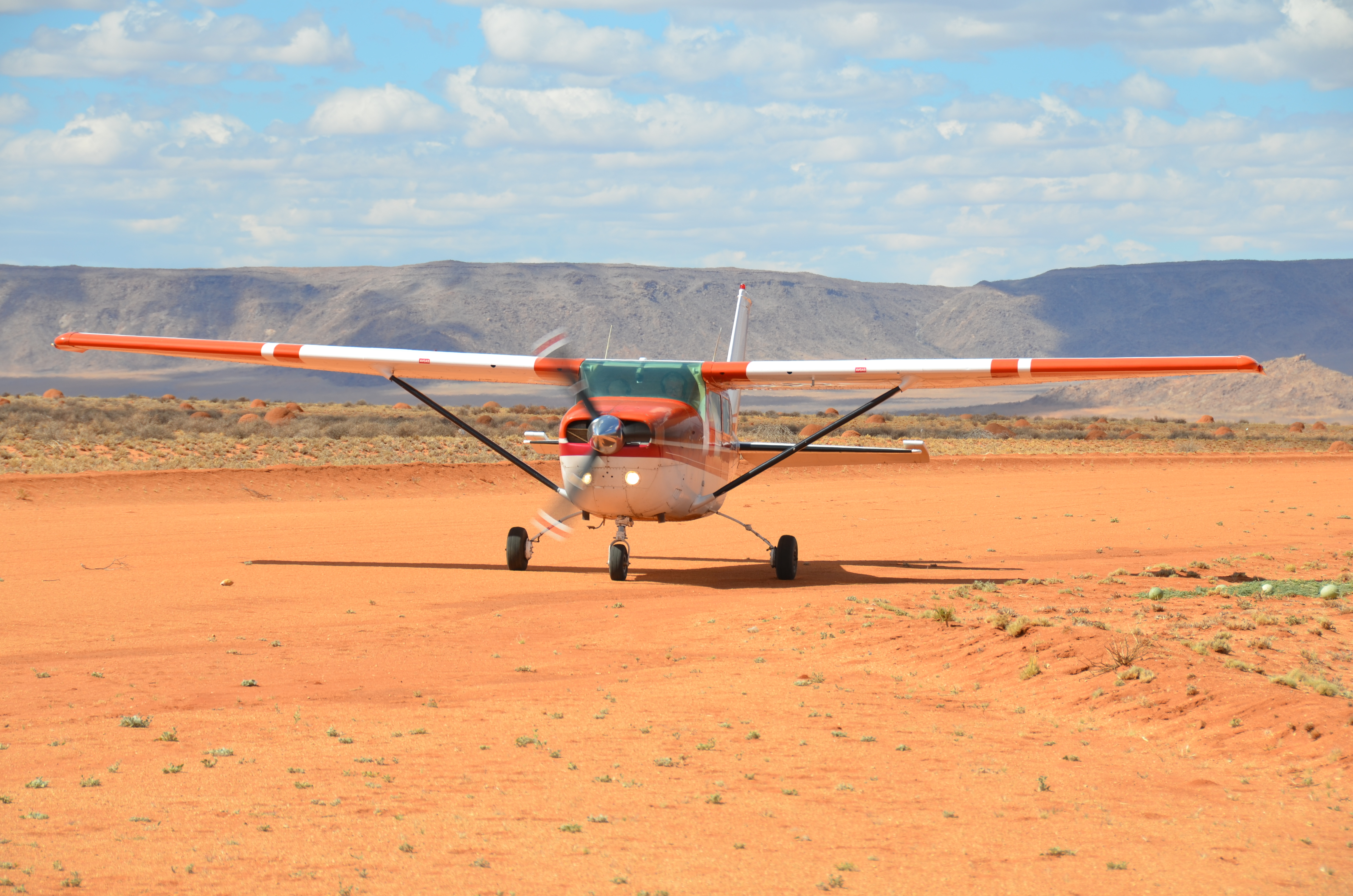
Un Cessna atterrit à l'aérodrome d'Aus.